# Ричмонд (Лондон)
Ри́чмонд (англ. Richmond) — західне передмістя Лондона, за 13 км від вокзалу Чарінг-кросс. Знаходиться на правому березі Темзи, на перетині 3 ліній залізниці.
У Ричмонді знаходиться колегія методистів, обсерваторія, театр, церква і великий королівський парк (912 гектарів). Ричмонд — улюблене місце заміських прогулянок лондонців.
Спочатку це було звичайне містечко Шин (англ. Sheen). За часів Едварда I воно стало надбанням корони. Генріх V відреставрував місцевий королівський палац. Ричмондом містечко почали називати при Генріху VII, а з XIV століття Ричмондський палац став улюбленою резиденцією королів. У 1648 році за наказом парламенту палац був зруйнований.

## Персоналії
- Рональд Колман (1891—1958) — англійський актор
- Реджинальд Лі Денні (1891—1967) — англійський сценічний, кіно і телевізійний актор
- Селія Джонсон (1908—1982) — британська акторка.
- Ребекка Фергюсон (нар. 1983) — шведська кіноакторка, мешкає у Ричмонді.[1]